# Antonijo Ježina
Antonijo Ježina (Šibenik, 5. lipnja 1989.) bivši hrvatski nogometaš koji je igrao na poziciji vratara. 

## Klupska karijera
Antonijo je svoje prve nogometne korake počeo u zadarskim niželigašima da bi potpunu afirmaciju doživio u NK Zadru u kojem je branio pet sezona. Nakon NK Zadra, Antonijo prelazi u pulsku Istru u kojoj brani tek jednu sezonu. Nakon odličnih partija na vratima Istre, u zimu 2014. Ježina prelazi u zagrebački Dinamo. U listopadu 2015. godine u utakmici protiv HNK Rijeke brani od početka utakmice zamijenivši Eduarda odlukom trenera Mamića. Trener Dinama iz Zagreba je u srpnju 2016. godine prebacio Ježinu u drugu momčad. Uskoro je se Ježina nakon toga preselio u Belgiju u Royal Antwerpenu. Nakon tri godine je se vratio u domovinu i potpisao za svoj četvrti hrvatski nogometni klub NK Slaven Belupo Koprivnica.

Već 2020. godine potpisuje za NK Osijek, da bi u listopadu 2021. godine potpisao sporazumni odlazak iz osječkog kluba.

## Reprezentativna karijera
Antonijo je prošao gotovo sve mlađe reprezentativne kategorije, a skupio je i jedan susret u "A" selekciji 10. rujna 2013. u utakmici protiv južnokorejske reprezentacije.

## Priznanja

### Klupska
Dinamo Zagreb
- Prvak Hrvatske (3): 2013./14., 2014./15., 2015./16.
- Osvajač hrvatskog kupa (2): 2014., 2015.

Royal Antwerp
- RAFC Antwerpen: prvak 2. Belgijske lige

## Vanjske poveznice
- Antonijo Ježina na hnl-statistika.com
- Instagram profil: https://instagram.com/jezina1
- Transfermarkt profil: https://www.transfermarkt.com/antonijo-jezina/profil/spieler/52524
- HNS profil: https://hns.team/igraci/26538/antonijo-jezina/
- GNK Dinamo Zagreb profil: https://gnkdinamo.hr/HR/Players/Single?permalink=antonijo-jezina